# Фолио за стъкло
Фолиото за стъкло се използва за придаване на различни видове свойства на обикновеното стъкло върху което се залепва.

## Фолио за стъкло
Фолиото за стъкло се състои от няколко слепени метализирани пласта. Целта на тези пластове е да осигурят различна защита на ползващите фолиото. Производството на фолиото е процес, наречен още „спатъринг“ (от англ. sputtering). При този процес високотехнологични метали и сплави се съединяват към структурата на фолиото. Това сплотяване се извършва на повърхността на фолиото. След този процес, фолиата не потъмняват и не губят цвета си, устойчиви са на киселинните и алкални корозиращи ефекти от околната среда и са практически неподатливи на вреди, причинени от влага.

## История
Както всички знаем, фолиото за стъкло се поставя на прозорците на автомобили и сгради. Първото фолио за стъкло е произведено в САЩ. Неговата цел било да защити живущите във високи сгради хора от влиянието на слънцето, което се засилвало с всяко изминало десетилетие. Първото някога автомобилно фолио било монтирано от американски монтьор, който решил да постави сградно фолио на своя автомобил. Това се случило през 60-те години на 20 век. Това фолио било с марката LLumar.

## Ползи от фолиото за стъкло
Много хора не са на ясно, какви са ползите на едно фолио. Фолиата притежават защита срещу ставащите все по-вредни слънчеви и ултравиолтови лъчи (uv лъчи). Дейността на човека изтънява все повече озоновия слой. Поради тази причина нашата атмосфера не може да ни предостави добра защита от слънчевите лъчи. Повечето фолиа за слънцезащита могат да предоставят защита до 99,9%, което е максималната защита. Все още не е създаден продукт, който да бъде прозрачен и да има 100% uv защита.

## Видове фолио
Съществуват различни видове фолио за стъкло според тяхното предназначение:

### Автомобилните фолиа биват
- Автомобилно фолио за слънчева защита – неговата цел е да намалява топлината в купето и най-вече да защитава пътниците в автомобила и интериора от вредното влияние на слънцето. Нещо много важно е, затъмнеността на фолиото не влияе върху неговата способност да спира uv лъчите т.е. дори едно прозрачно фолио може да има 99,9% защита.[4]
- Енергоспестяващо фолио – неговата задача е подобна на задачата на фолиото за слънчева защита с разликата, че то не защитава до такава степен пътниците и интериора. Фолиото за енергоспестяване намалява температурата в автомобила и по този начин облекчава работата на климатика и пести от горивото.
- Фолио за защита на боята – поставя се върху автомобила и предпазва боята и лака му от надраскване и избеляване.
- Фолио за облепване на автомобили – най-известното такова фолио е т.нар. въглеродно (карбон) фолио. Целта на подобни фолиа освен защита на боята е и подобряване на външния вид на автомобила.

### Фолио за сгради
- Слънцезащитно фолио – имащо същата цел, както и слънцезащитното фолио за автомобили (uv защита, комфорт, уют и лично пространство).
- Отражателно фолио – фолиото има за цел да пречи на околните да виждат, какво се случва в сградата. От външната си страна то прилича на огледало, а от вътрешната си страна то предоставя отлична видимост навън.
- Защитно фолио за безопасност – защитното фолио има основната задача да предпазва стъклото от счупване и в случай на такова да пречи на парченцата стъкло да не се разпръскват. То се използва за стъклата на банки, заложни къщи, златарски ателиета и т.н.
- Фолио анти-графити – то може да предпази магазин или автомобил от вандали и използваните от тях графити. С негова помощ стъклото няма да може да бъде надраскано.
- Декоративно фолио – използва се най-често в помещенията. То има различни разцветки и се използва за постигането на по-оригинален интериор и за повече лично пространство.

## Стандарти
По-дебелите фолиа познати още, като фолиа за защита и безопасност преминават през различни тестове за да се тества тяхната здравина и сигурност. Такива са американските стандарти ANSI Z.97, CPSC 16 CFR 1201, Cat II и британските стандарти BS 6206 (Клас A, B, C). Европейският комитет по стандартизация използва стандарта EN 12600 за устойчивост на стъклото при удар. Много важно е фолиото да отговаря поне на един от тези стандарти. Слънцезащитните фолиа не е задължително да отговарят на толкова стандарти. По-важни стандарти за тях са NSI стандартите ASTM E903 и ASTM D1044-93.